# Julie Adams
Julie Adams, pseudonimo di Betty May Adams, spesso accreditata anche come Julia Adams (Waterloo, 17 ottobre 1926 – Los Angeles, 3 febbraio 2019), è stata un'attrice statunitense.

## Biografia
Dopo aver seguito la famiglia risiedendo in diverse città, all'età di 19 anni venne eletta "Miss Little Rock" e in seguito si trasferì a Hollywood per intraprendere la carriera di attrice. Dopo alcune piccole partecipazioni, venne presa sotto contratto dalla Universal con il suo nome d'arte, che inizialmente era Julia, ma che dopo pochi anni l'attrice cambiò in Julie.
All'inizio degli anni cinquanta lavorò al fianco di diversi attori di prima grandezza come James Stewart in Là dove scende il fiume (1952) di Anthony Mann, Tyrone Power in L'avventuriero della Luisiana (1953) di Rudolph Maté, e Rock Hudson in Il diario di un condannato (1953) di Raoul Walsh, ma il grande successo giunse con il film di fantascienza Il mostro della laguna nera (1954) di Jack Arnold. In seguito prese parte a pochi lungometraggi, tra cui Per un pugno di donne (1965) di Norman Taurog e È una sporca faccenda, tenente Parker! (1974) di John Sturges.
Sin dal 1959 lavorò anche per la televisione come guest star in diversi telefilm e spettacoli come The Andy Griffith Show. Tra le ultime partecipazioni sono da ricordare la soap-opera Capitol, nel ruolo di Paula Denning, e diversi episodi de La signora in giallo, nel ruolo dell'agente immobiliare Eve Simpson.

## Vita privata
È stata sposata dal 1950 al 1953 con lo sceneggiatore Leonard B. Stern, e dal 1954 al 1981 con l'attore Ray Danton. Da questo matrimonio sono nati i figli Steven e Mitchell.

## Filmografia parziale

### Cinema
- The Dalton Gang , con il nome di Betty Adams, regia di Ford Beebe (1949)
- Ho sposato un demonio (Red, Hot and Blue), regia di John Farrow (1949)
- I misteri di Hollywood (Hollywood Story), regia di William Castle (1951)
- Vittoria sulle tenebre (Bright Victory), regia di Mark Robson (1951)
- Là dove scende il fiume (Bend of the River), regia di Anthony Mann (1952)
- L'oro maledetto (The Treasure of Lost Canyon), regia di Ted Tetzlaff (1952)
- Dan il terribile (Horizons West), regia di Budd Boetticher (1952)
- L'avventuriero della Luisiana (The Mississippi Gambler), regia di Rudolph Maté (1953)
- Il diario di un condannato (The Lawless Breed), regia di Raoul Walsh (1953)
- Il traditore di Forte Alamo (The Man from the Alamo), regia di Budd Boetticher (1953)
- Le ali del falco (Wings of the Hawk), regia di Budd Boetticher, (1953)
- Il mostro della laguna nera (Creature from the Black Lagoon), regia di Jack Arnold (1954)
- La rapina del secolo (Six Bridges to Cross), regia di Joseph Pevney (1955)
- Gli sciacalli (The Looters), regia di Abner Biberman (1955)
- Casa da gioco (One Desire), regia di Jerry Hopper (1955)
- La guerra privata del maggiore Benson (The Private War of Major Benson), regia di Jerry Hopper (1955)
- Scialuppe a mare (Away All Boats), regia di Joseph Pevney (1956)
- Quattro ragazze in gamba (Four Girls in Town), regia di Jack Sher (1957)
- Slim Carter, regia di Richard Bartlett (1957)
- I bassifondi del porto (Slaughter on Tenth Avenue), regia di Arnold Laven (1957)
- Duello alla pistola (The Gunfight at Dodge City), regia di Joseph M. Newman (1959)
- The Underwater City, regia di Frank McDonald (1962)
- Per un pugno di donne (Tickle Me), regia di Norman Taurog (1965)
- È una sporca faccenda, tenente Parker! (McQ), regia di John Sturges (1974)
- Carnage, regia di Roman Polański (2011) - voce

### Televisione
- Climax! – serie TV, episodio 4x06 (1957)
- Yancy Derringer – serie TV, episodi 1x01-1x07 (1958)
- Goodyear Theatre – serie TV, episodio 2x05 (1958)
- L'uomo e la sfida (The Man and the Challenge) – serie TV, episodio 1x05 (1959)
- The Alaskans – serie TV, episodio 1x10 (1959)
- Maverick – serie TV, 2 episodi (1959-1960)
- Indirizzo permanente (77 Sunset Strip) – serie TV, 5 episodi (1959-1964)
- Michael Shayne – serie TV episodio 1x08 (1960)
- Hawaiian Eye – serie TV, episodi 1x28-2x20 (1960-1961)
- Surfside 6 – serie TV, episodi 1x16-2x07 (1961)
- Scacco matto (Checkmate) – serie TV, episodi 1x05-2x29 (1960-1962)
- Bonanza – serie TV, episodio 2x16 (1961)
- Outlaws – serie TV, episodio 1x26 (1961)
- Alfred Hitchcock presenta (Alfred Hitchcock Presents) – serie TV, episodi 3x39-5x09-6x15 (1961)
- The Dick Powell Show – serie TV, episodio 1x25 (1962)
- The Gallant Men – serie TV, episodio 1x23 (1963)
- Sotto accusa (Arrest and Trial) – serie TV, episodio 1x09 (1963)
- Perry Mason – serie TV, 4 episodi (1963-1965)
- La legge di Burke (Burke's Law) – serie TV, episodio 3x10 (1965)
- La grande vallata (The Big Valley) – serie TV, episodio 2x07 (1966)
- Il virginiano (The Virginian) – serie TV, episodio 4x28 (1966)
- La valle del mistero (Valley of Mystery), regia di Joseph Lejtes – film TV (1967)
- Agenzia U.N.C.L.E. (The Girl from U.N.C.L.E.) – serie TV, episodio 1x28 (1967)
- The Outsider – serie TV, episodio 1x09 (1968)
- Giovani avvocati (The Young Lawyers) – serie TV, episodio 1x20 (1971)
- Jimmy Stewart Show – serie TV, 24 episodi (1971-1972)
- Ellery Queen – serie TV, episodio 1x09 (1975)
- I grandi eroi della Bibbia (Greatest Heroes of the Bible) – miniserie TV, 2 puntate (1978)
- L'incredibile Hulk (The Incredible Hulk) – serie TV, episodio 1x10 (1978)
- Capitol – serie TV, 3 episodi (1984)
- La signora in giallo (Murder, She Wrote) – serie TV, 10 episodi (1987-1993)
- Lost – serie TV, episodio 3x01 (2006)
- Cold Case - Delitti irrisolti (Cold Case) – serie TV, episodio 4x06 (2006)

## Doppiatrici italiane
Nelle versione in italiano delle opere in cui ha recitato, Julie Adams è stata doppiata da:
- Lydia Simoneschi in Là dove scende il fiume, Vittoria sulle tenebre, Dan il terribile, Sotto il sole rovente, I misteri di Hollywood, Le ali del falco, L'avventuriero della Luisiana, Il diario di un condannato
- Dhia Cristiani ne La guerra privata del maggiore Benson, Casa da gioco, I bassifondi del porto, Gli sciacalli, Scialuppe a mare
- Renata Marini ne L'oro maledetto, La rapina del secolo, Il traditore di Forte Alamo, Il mostro della laguna nera
- Mirella Pace ne La signora in giallo (st. 7-9), Detective in corsia, È una sporca faccenda, tenente Parker!
- Alba Cardilli in Là dove scende il fiume (ridoppiaggio), La signora in giallo (ep. 4x07, 5x17)
- Fiorella Betti in Duello alla pistola
- Maria Pia Di Meo in Per un pugno di donne
- Carla Comaschi in Jimmy Stewart Show
- Flaminia Jandolo in Ellery Queen
- Benita Martini in Capitol
- Gemma Griarotti in Ore contate
- Angiola Baggi ne La signora in giallo (ep. 4x18)
- Aurora Cancian ne La signora in giallo (ep. 6x11)
- Franca Lumachi in Lost
- Laura Cosenza in Carnage
- Graziella Polesinanti in CSI: NY